# EMC-direktivet
EMC-direktivet (2014/30/EU) är ett EU-direktiv som gäller elektromagnetisk kompatibilitet inom Europa. Det gamla EMC-direktivet 2004/108/EG gällde från den 15 december 2004 till och med den 20 juli 2014, då den upphörde att gälla och ersättes med det nya EMC-direktivet 2014/30/EU. Det gamla EMC-direktivet 89/336/EC upphörde att gälla den 20 juli 2009 och då får inga produkter använda detta direktiv som referens.
EMC-direktivet är en av många i "New Approach" och utrustning skall därför CE-märkas innan den får placeras på marknaden.
Bestämmelserna i 89/336/EEC gäller utrustnings elektromagnetiska kompatibilitet. Syftet är att säkerställa den inre marknadens funktion genom att det krävs att utrustning skall överensstämma med en lämplig nivå av elektromagnetisk kompatibilitet. 
Detta direktiv är ej tillämpligt på utrustning i enlighet med definitionen:
1. utrustning som omfattas av direktiv 1999/5/EG (teleterminaldirektivet),
2. luftfartsprodukter, delar och anordningar som avses i Europaparlamentets och rådets förordning (EG) nr 1592/2002 av den 15 juli 2002 om fastställande av gemensamma bestämmelser på det civila luftfartsområdet och inrättande av en europeisk byrå för luftfartssäkerhet,
3. radioutrustning som används av radiosändaramatörer, i den mening som anges i radioreglementet som antagits inom ramen för Internationella teleunionens (ITU) stadga och konvention, om inte utrustningen är kommersiellt tillgänglig; byggsatser bestående av komponenter som skall monteras av radiosändaramatörer och kommersiell utrustning som modifieras och används av radiosändaramatörer betraktas inte som kommersiellt tillgänglig utrustning.

Detta direktiv föreskriver att elektriska och elektroniska apparater ska vara så utförda att:
1. de inte kan alstra eller bidra till elektromagnetisk emission som överstiger en nivå som tillåter radio- och teleutrustning och annan utrustning att fungera som avsett, och
2. deras funktion inte i oacceptabel utsträckning försämras av de elektromagnetiska störningar som normalt förekommer i den miljö där de är avsedda att användas.